# Milly Buonanno
Milly Buonanno es una socióloga italiana, una de las primeras universitarias italianas en ocuparse de la clasificación del campo periodístico y a estudiar la producción de series televisadas
Diplomada en letras en la Universidad de Roma « La Sapienza », es ahora catedrática  en sociología de los procesos culturales y de comunicaciones, cerca de la misma universidad, pasados varios años en la facultad de ciencia política Cesare Alfieri di Sostegno de la Universidad de Florencia.
En los años 80 pasa a formar parte del departamento de literatura inglesa de la Universidad de Nápoles “Lo Oriental”. En compañía de Lidia Curti y de Dan Aíslas, introduce el concepto de Antropología cultural en Italia.
En 1986, con su compañero Giovanni Bechelloni, funda el Osservatorio sulla ficción italiana (en español : « Observatorio de la ficción italiana ») y la asociación « Él Campo » (en español : « El Campo ») que está administrada por el Osservatorio. Coordina igualmente el proyecto de estudio de la industria televisiva EuroFiction, proyecto igualmente administrado por el Osservatorio. Dirige el « laboratorio adelantado de creación y producción de ficciones televisivas », establecido en Milán en la Scuola nazionale di cinema (en español : « Escuela nacional italiana del cine »).
Ha enseñado también en la Universidad de Nápoles “Frédéric II” y en la Universidad de Salerno.
Sus campos de intereses, además  de las series de televisión, giran en torno a la evolución del estilo periodístico en relación con la influencia de la televisión y los nuevos medios de comunicación, con una atención particular alcance al sensationnalisme de las noticias (de donde la facción de neologismo, ha nacido de una fusión de las palabras inglesas fact (significando un hecho) y ficción), así como a los roles de las mujeres. Milly Buonanno es una de las pioneras en los esfuerzos por clasificar  los estudios y comunicaciones sociológicas.
- Datos: Q3314388